# Pinterville
Pinterville é uma comuna francesa na região administrativa da Normandia, no departamento de Eure. Estende-se por uma área de 5,92 km². Em 2010 a comuna tinha 770 habitantes (densidade: 130,1 hab./km²).